# 두루안
주식회사 두루안(영어: DURUAN)은 대한민국의 인터넷 서비스 제공자로, 2007년에 설립되었다.

## 연혁
- 2007년 10월 15일: 회사 설립